# Encyclopedie van Suriname
De Encyclopedie van Suriname is een Nederlandstalige encyclopedie over Suriname, verschenen in 1977 bij Uitgeverij Elsevier en uitgegeven onder auspiciën van de Stichting Encyclopaedie van Suriname. De uitgave kwam tot stand met financiële steun van het Ministerie van Onderwijs en Volksontwikkeling van Suriname, de Alcoa Foundation en Sticusa (Nederlandse Stichting voor Culturele Samenwerking met Suriname en de Nederlandse Antillen).
De hoofdredactie werd gevormd door Prof. dr. C.F.A. Bruijning en Prof. dr. Jan Voorhoeve. Samensteller was Drs. W. Gordijn. De lijst van medewerkers die voorin de encyclopedie is afgedrukt telt 122 namen.
Het voorwoord is geschreven door Dr. Johan H.E. Ferrier, de eerste president van de Republiek Suriname. Ferrier schrijft in zijn voorwoord "De voldoening is des te groter nu door de loop der historie deze encyclopedie er een is van en voor de Republiek Suriname, mede materiaal bevattend over het verwerven van de volledige soevereiniteit, de staatsinstellingen en de organen van de Republiek."
In de verantwoording schrijven de hoofdredactie en de samensteller: "Er is naar gestreefd het plurale karakter van de Surinaamse samenleving in vele artikelen te belichten".
De encyclopedie omvat 716 pagina’s, heeft ongeveer 2250 lemma’s en is geïllustreerd met een groot aantal kaartjes, tabellen, instructieve tekeningen en zwartwit foto’s. De lemma's zijn alfabetisch geordend. De meer uitgebreide artikelen zijn vrijwel altijd voorzien van een literatuuropgave.
In de appendix is de Grondwet van Suriname (van 24 november 1975) afgedrukt, alsmede de Akte van Soevereiniteit en de Akte van Erkenning. 
Op het schutblad voorin zijn de vlag, het wapen en het volkslied van de Republiek Suriname afgedrukt in kleur. Op het schutblad achterin is een topografische kaart van Suriname afgedrukt in schaal 1:2 100 000.
Over de volle breedte van het stofomslag is een kleurenfoto afgedrukt van Roy Tjin en Robert Lo A Sjoe, gemaakt tijdens de feestelijkheden ter gelegenheid van de overdracht van de soevereiniteit op het Onafhankelijkheidsplein in Paramaribo op 25 november 1975.
De encyclopedie wordt afgesloten met een uitgebreid register van persoonsnamen en zaaknamen.
De belangrijkste voorganger van de Encyclopedie voor Suriname is de Encyclopaedie van Nederlandsch West-Indië, uitgegeven in 1917. Hierin worden zowel Suriname als de Nederlandse Antillen behandeld.